# Comparaison de logiciels GTD
La méthode de gestion des priorités GTD - pour Getting Things Done - peut être mise en œuvre avec seulement du support papier (dossiers, post-its, carnet, todo list); toutefois la création, la mise à jour et le suivi (liens hypertextes) de listes sont facilités sur support numérique, comme avec un PDA qu'on a toujours avec soi.
Ce tableau présente une liste de logiciels capables d'implémenter Getting Things Done. Le plus souvent les solutions sont en anglais, l'usage de GTD étant pour l'instant plus répandu en Amérique du Nord. Presque tous les agendas électroniques du marché y sont représentés.
| Nom                              | OS                                                                    | Synchronisation                                                                                     | Version gratuite | Version illimitée |
| -------------------------------- | --------------------------------------------------------------------- | --------------------------------------------------------------------------------------------------- | --- | --- |
| Getting Things GNOME             | Linux (Python3, GTK+3)                                                | Remember the Milk et GTGOnline (plugins)                                                            | Logiciel libre (GNU GPL)                                                                                              | Logiciel libre (GNU GPL) |
| GTDoneJS                         | Windows 8 / Linux / Mac OS X                                          | Dropbox                                                                                             | Logiciel libre | Logiciel libre |
| 2Day                             | Windows Phone 8, Windows 10 Mobile Windows 8.1, Windows 10            | ToodleDo, Microsoft Exchange, Office 365, Outlook.com, 2Day Cloud                                   | 30 jours d'essai | 3,99€ |
| Achieve Planner                  | Microsoft Windows                                                     | Microsoft Outlook                                                                                   | 30 jours d'essai | 35-75 € |
| Actionmanager                    | Web                                                                   | | Gratuit | Gratuit |
| Actiontastic                     | Mac OS X                                                              | iPod, iCal                                                                                          | Logiciel libre | Logiciel libre |
| Backpack                         | Web                                                                   | | Oui mais version limitée                                                                                              | 5-10 €, selon les options |
| Bonsai                           | Microsoft Windows, Palm                                               | Palm                                                                                                | Non | 15-30 € |
| Bubble Plan                      | Web, Multiplateforme                                                  | DropBox, Google Calendar et Drive, Office 365                                                       | Oui en version limitée                                                                                                | 8 à 16 € |
| Chandler Desktop                 | Mac OS X, Microsoft Windows, Linux                                    | iCalendar                                                                                           | Logiciel libre | Logiciel libre |
| Cooldone                         | Windows toutes versions (y compris 10 et surfaces pro)                | Dropbox ou similaire                                                                                | 20 jours | 45 € |
| Daylite                          | Mac OS X, iOs                                                         | iCal, iPhone, iPad                                                                                  | 30 jours | 230€ par utilisateur, 220€ à partir de 3 utilisateurs, 200€ au-delà de 10 utilisateurs |
| DO-Organizer                     | Microsoft Windows                                                     | Pocket PC                                                                                           | 60 jours d'essai | à partir de 20 €, modules en option |
| doit.im                          | Microsoft Windows, Android                                            | Synco sur serveur doit.im, mode offline, Google calendar                                            | Oui, mais synchro avec mobile limitée à 1/jour                                                                        | 2$/mois ou 20$/an |
| dcubed                           | autoportable multiplateforme (HTML+javascript)                        | TiddlyWiki                                                                                          | Logiciel libre | Logiciel libre |
| EasyTask Manager                 | Mac OS X, Microsoft Windows, iPhone                                   | iCal, Online, iPhone - iTouch                                                                       | Limité à 20 tâches | 15 € |
| eOfficeo, gestionnaire de tâches | Web, iPhone, Android                                                  | iCal, Online                                                                                        | Gratuit | Gratuit |
| ExcelGTD                         | Mac OS X, Microsoft Windows, tout support ayant Office                | Outlook                                                                                             | Logiciel libre | Logiciel libre |
| FreeMind                         | Multi-plateformes (Java)                                              | | Logiciel libre (GNU GPL)                                                                                              | Logiciel libre (GNU GPL) |
| Freeplane                        | Multi-plateformes (Java)                                              | | Logiciel libre (GNU GPL)                                                                                              | Logiciel libre (GNU GPL) |
| FusionDesk                       | Microsoft Windows                                                     | Pocket PC, Windows Smart Phone, Microsoft Outlook                                                   | Version standard gratuite                                                                                             | 65 € pour l'édition professionnelle |
| Get It Done                      | Web                                                                   | iPhone, iPad, Android, iCal, Microsoft Outlook, Google calendar                                     | 15 jours d'essai, iPad, Android Logiciel libre                                                                        | $39/an, iPhone, iPad, Android Logiciel libre |
| Ghost Action                     | Mac OS X                                                              | iCal                                                                                                | 14 jours d'essai | 15 € |
| GroupCamp Projet                 | Web                                                                   | Google et Google Apps, Outlook, iCal                                                                | Oui mais version limitée                                                                                              | À partir de 19€ pour 15 projets en parallèles |
| GTD-Free                         | Java                                                                  | | Logiciel libre (GNU GPL)                                                                                              | Logiciel libre (GNU GPL) |
| GTD-PHP                          | PHP/MySQL (peut-être installé sur une carte mémoire WAMP              | | Logiciel libre (GNU GPL)                                                                                              | Logiciel libre (GNU GPL) |
| GTDTiddlyWiki                    | autoportable multiplateforme (HTML+javascript)                        | TiddlyWiki                                                                                          | Logiciel libre | Logiciel libre |
| Got To Do                        | Android                                                               | ToodleDo.com                                                                                        | gratuite mais limitée                                                                                                 | $3.50 |
| HiTask                           | Web, iOS, Android                                                     | iCal                                                                                                | Oui | 4 € - 15 € |
| iGTD                             | Mac OS X                                                              | iCal                                                                                                | Sous forme de dons (développement arrêté)                                                                             | Sous forme de dons (développement arrêté) |
| Ikog                             | Multi-platformes, en console (Python)                                 | | Logiciel libre (GNU GPL)                                                                                              | Logiciel libre (GNU GPL) |
| Iprosh                           | Web                                                                   | | 30 jours d'essai | À partir de 9$ par mois |
| Kinkless                         | Mac OS X                                                              | iCal                                                                                                | Licence GNU, nécessite OmniOutliner Pro                                                                               | Non |
| LeanDesk                         | iOS, Android et Web access                                            | I device, Android device et PC                                                                      | Oui hors édition de rapport                                                                                           | 0 - 9,90€ / mois |
| Life Balance                     | Mac OS X, Microsoft Windows, Palm                                     | Palm, iCal                                                                                          | Non | 60 € pour la version desktop et Palm |
| Mantis Bug Tracker               | PHP/MySQL                                                             | | Logiciel libre (GNU GPL)                                                                                              | Logiciel libre (GNU GPL) |
| Mavenlink                        | Web, iOS, Android                                                     | Google Apps, iPhone, Android                                                                        | Oui | 22€ par utilisateur par mois |
| Midnight Inbox                   | Mac OS X                                                              | iCal                                                                                                | 14 jours d'essai | 25 € |
| MK FollowUp Pro                  | Microsoft Windows                                                     | | Limité à cinq groupes de tâches                                                                                       | 19.95 $ |
| MonkeyGTD                        | autoportable multiplateforme (HTML+javascript)                        | TiddlyWiki                                                                                          | Logiciel libre | Logiciel libre |
| MyLifeOrganized                  | Windows, PocketPC                                                     | Windows ↔ éditions PocketPC, Microsoft Outlook, MindManager                                         | Version limitée à un poste fixe                                                                                       | 35-45 € Desktop, 25 € PocketPC, 60 € Professionnel + PocketPC |
| Mouztache                        | Web / Android / iOS / Microsoft Windows                               | cloud                                                                                               | gratuit | gratuit |
| Neptune                          | Web                                                                   | | 15 jours d'essai | 8 €/an |
| NextAction!                      | BlackBerry OS 4.1                                                     | Microsoft Outlook, Lotus Notes, ACT!, Novell Groupwise, Entourage, iCal, Now Contact, Meeting Maker | 30 € | 30 € |
| Note Studio                      | Windows, Mac OS X, Palm                                               | Palm                                                                                                | 30-40 € | 30-40 € |
| Nozbe                            | Web, Windows, Mac OS X, iOS, Android, Linux                           | Evernote, DropBox, Box, Google Drive, Gmail calendar                                                | 1 utilisateur Jusqu'à 5 projets actifs Support standard par email                                                     | PRO 96 €/an 10/mois 2 utilisateurs 4 €/utilisateur supplémentaire Nombres de projet et de partage et de projet illimité Support prioritaire BUSINESS 960 €/an 100 € per month 10 utilisateurs 8 €/utilisateur supplémentaire Nombres de projet et de partage de projet illimité avec nombre illimité d'administrateurs, d'utilisateurs et d'invité par projet Support VIP avec contact client dédié Programme de parrainage |
| Objectif : Réussite+             | Android                                                               | | 1 à 3 mois d'essai gratuit                                                                                            | 2,97$ |
| GTDAgenda                        | Web                                                                   | | Versions gratuites | 4,45 $/mois (30 projets) ou 7,95 $/mois (unlimited projets) |
| OmniFocus                        | Mac OS X                                                              | iCal, iPhone                                                                                        | TBD | En développement |
| phpGTD                           | Web                                                                   | | Pas encore disponible                                                                                                 | |
| pyGTD                            | Multi-platformes, en console (Python)                                 | | Logiciel libre (GNU GPL)                                                                                              | Logiciel libre (GNU GPL) |
| Rainlendar                       | Microsoft Windows / Linux                                             | iCal, Microsoft Outlook, Google calendar, Toodledo                                                  | Oui | 15 € |
| Ready-Set-Do!                    | Mac OS X                                                              | iCal                                                                                                | 15 € | 15 € |
| Remember the Milk                | Service web hébergé                                                   | iCal, Google Calendar, RSS, iPhone, Android                                                         | Oui | Non (synchro smartphone limitée) 19€/an |
| Shadow Plan                      | Mac OS X, Microsoft Windows, Linux, Palm                              | Palm                                                                                                | 12-17 € | |
| Simple GTD                       | Service web hébergé                                                   | | Gratuit toutes versions enregistrement en ligne                                                                       | Non |
| SrNotes                          | Web (php+SQLite3)                                                     | | Logiciel libre (GNU GPL)                                                                                              | Logiciel libre (GNU GPL) |
| TaskFreak!                       | Web (php+Mysql ou SQLite)                                             | | Logiciel libre (GNU GPL)                                                                                              | Logiciel libre (GNU GPL) |
| TaskPaper                        | Mac OS X                                                              | | $29,95 | $29,95 |
| tbGTD                            | autoportable multiplateforme (HTML+javascript)                        | TiddlyWiki                                                                                          | Logiciel libre | Logiciel libre |
| The Hit List                     | Mac OS X 10.5                                                         | iCal                                                                                                | Non | 49,95 $ |
| Things                           | Mac OS X 10.4.11 et supérieur                                         | iCal et iPhone                                                                                      | 49,95 $ | 49,95 $ |
| Thinking Rock                    | Multi-plateformes (Java), Android et iPhone companions                | iCal via fichier                                                                                    | v2.2.1 : gratuite | v3.x : 39 $ |
| Todo.txt                         | Multi-platform, based on pure text file, Android et iPhone companions | Dropbox                                                                                             | Logiciel libre | Logiciel libre |
| ToDoist                          | Web, HTML5 Android, iOs, Mac OS X, Microsoft Windows                  | Android Tablet, Android Wear, iPhone, iPad, Apple Watch, GMail, ThunderBird, Outlook, PostBox       | Version standard gratuite                                                                                             | Version Premium 33$/an |
| ToDoList                         | Microsoft Windows                                                     | iCal                                                                                                | Logiciel libre | Logiciel libre |
| TrackerSuite.Net                 | Web                                                                   | Microsoft Outlook, IBM Notes, Gmail                                                                 | 30 day trial | Pricing dependent on number of modules and named users |
| Trog Bar                         | Microsoft Windows                                                     | Outlook (directement intégré)                                                                       | $34.95 (base) + 10$ (premium)                                                                                         | $34.95 (base) + 10$ (premium) |
| Toodledo                         | Web                                                                   | iCal, Google Calendar, RSS, Palm, Mobile Phone, XML, iPhone                                         | Oui | 11 €/an |
| Tracks                           | Web (Ruby on Rails)                                                   | iCal                                                                                                | Logiciel Libre (GNU GPL)                                                                                              | Logiciel Libre (GNU GPL) |
| Vitalist                         | Web                                                                   | Palm, Microsoft Windows Mobile, Blackberry                                                          | Avec publicités | 5 €/mois pour envoyer et attacher des fichiers, partager des contextes et des projets avec d'autres utilisateurs Vitalist, les transferts en SSL, sans publicités |
| WikidPad GTD extension           | Multi-platformes (Python)                                             | | Logiciel libre (BSD)                                                                                                  | Logiciel libre (BSD) |
| What's Next                      | Navigateur en local                                                   | | Logiciel libre | Version web payante à venir |
| Wrike                            | Web, Multi-platformes                                                 | Google Docs, Dropbox, MS Project, Excel, iCal, RSS                                                  | Version gratuite pour les équipes de 5 utilisateurs ; chaque abonnement Premium offre une période d'essai de 15 jours | Abonnement Premium à partir de 5 utilisateurs (5 - $49/mois, 15 - $99/mois, 25 - $129/mois, 50 - $199/mois et plus) |
| Yagtd                            | Multi-platformes, en console (Python)                                 | | Logiciel libre (GNU GPL)                                                                                              | Logiciel libre (GNU GPL) |
| YeaGTD                           | Multiplateforme (script python non-web)                               | | Logiciel libre (GNU GPL)                                                                                              | Logiciel libre (GNU GPL) |
| Org-mode                         | Multiplateforme (Mode Emacs)                                          | | Logiciel libre (GNU GPL)                                                                                              | Logiciel libre (GNU GPL) |

Note : TBD signifie to be defined, soit « pas encore défini ».